# Streptocarpus daviesii
Streptocarpus daviesii är en tvåhjärtbladig växtart som beskrevs av N.E. Brown och Charles Baron Clarke. Streptocarpus daviesii ingår i släktet Streptocarpus och familjen Gesneriaceae. Inga underarter finns listade i Catalogue of Life.